# Odo delle Colonne
Odo delle Colonne, anche Oddo, od Oddus de Columna (Messina, XIII secolo – XIII secolo), è stato un poeta italiano, esponente della Scuola siciliana, di cui ci rimangono due componimenti.

## Biografia
Funzionario e rimatore di corte, fu quasi sicuramente uno dei seguaci di Federico II di Svevia. Di probabili origini messinesi, come dichiara il Codice Vaticano 3193 - in cui è presente la lirica, a lui attribuita, Oi lassa 'nnamorata - era forse parente del più celebre Guido delle Colonne e appartenente ad una nobile famiglia romana, trapiantata in Sicilia. Si possono trovare altre informazioni su questo poeta, in uno saggio di Francesco Torraca, dove sono elencate queste cariche, da lui ricoperte: "giustiziere nella Sicilia orientale" ("al di là del Salso") dal 10 ottobre 1239 al 3 maggio 1240; capitano imperiale dal settembre del 1241, su un territorio che andava dalla Basilicata allo Stretto di Messina ("dalla porta di Roseto al Faro") e che comprendeva anche tutta la Sicilia; possessore in Calabria della baronia di Cerchiara, del feudo di Suverito e di altri beni feudali, a Ordeolo e Casal Galato.
All'inizio dell'inverno del 1240 Odo delle Colonne ebbe da Federico II un delicato incarico: recarsi come ambasciatore in Egitto, dove si era appena insediato come nuovo sultano as-Salih Ayyub, succeduto al fratello al-Adil Abu Bakr, per ottenere una proroga della tregua di dieci anni sottoscritta dall'imperatore e dal padre di questi al-Kamil. In Egitto egli rimase, a spese del nuovo sultano, fino alla primavera del 1241. Nel 1246 fu tra i partecipanti alla congiura di Capaccio contro Federico II e «scontò il tradimento con la morte: venti anni dopo, suo figlio Corrado fu reintegrato nel possesso dei beni paterni da Carlo d'Angiò».

## Opere
Le due canzoni Oi lassa 'nnamorata (lirica di attribuzione incerta) e Distretto core e amoruso (unica lirica di sicura attribuzione), si avvicinano molto al canto popolare, pur mantenendo un carattere aulico: si tratta di due lamenti, di argomento amoroso.